# Elton Dean

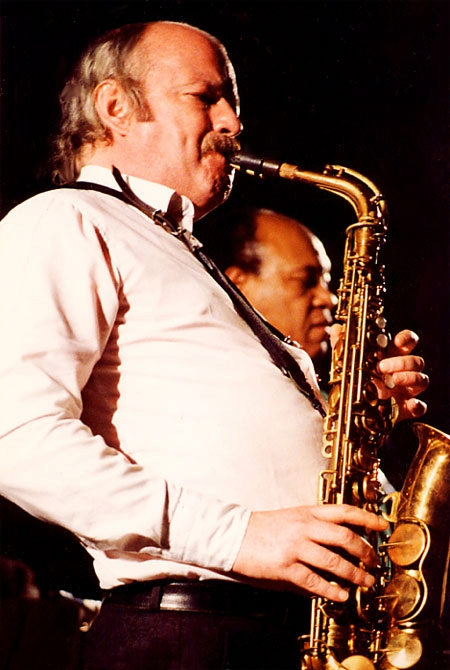
Elton Dean

Elton Dean (Nottingham, 28 oktober 1945 - Londen, 7 februari 2006) was een Brits jazzmusicus die altsaxofoon, sopraansaxofoon en saxello speelde. Af en toe speelde hij ook (elektrische) piano.
In 1966 en 1967 speelde Dean in de band Bluesology, waarin Long John Baldry de grote man was. De pianist was Reg Dwight, die later de voornamen van Dean en Baldry combineerde tot zijn nieuwe naam, Elton John.
Van 1968 tot 1970 bouwde Dean een goede reputatie op als lid van het Keith Tippett Sextet. Dean speelde ook mee in Tippetts big band experiment: Centipede. 
Hem werd gevraagd om in Soft Machine te komen spelen, waarmee hij enkele succesvolle albums maakte. Met name op het vierde album van de band (Fourth) is te horen welke muzikale richting Dean voor ogen had: free jazz. 
Na zijn periode met Soft Machine speelde hij in bands waarin hijzelf de leider was (Just Us, Ninesense), maar werkte ook mee aan projecten van anderen (onder anderen zijn Soft Machine-collega Hugh Hopper).
In 2002 gingen Dean, Hopper en de ex-Soft Machine-leden John Marshall en Allan Holdsworth op tournee onder de naam Soft Works. Later als gelegenheidskwartet Soft Mountain met opnieuw Hopper en twee Japanse muzikanten Hoppy Kamiyama (toetsen) en Yoshida Tatsuya (drums). Toen Holdsworth opstapte, werd gitarist John Etheridge aangetrokken en werd de band Soft Machine Legacy genoemd. Deze band speelde Soft Machine-klassiekers, maar ook veel nieuw werk.
Elton Dean is gestorven in een ziekenhuis in Londen aan de gevolgen van een leveraandoening.